# بایرام‌کندی (چاراویماق)
بایرام‌کندی یکی از روستاهای استان آذربایجان شرقی است که در دهستان چاراویماق شرقی بخش شادیان شهرستان چاراویماق واقع شده‌است.این روستا ۳۷ نفر جمعیت دارد.